# BASF Coatings

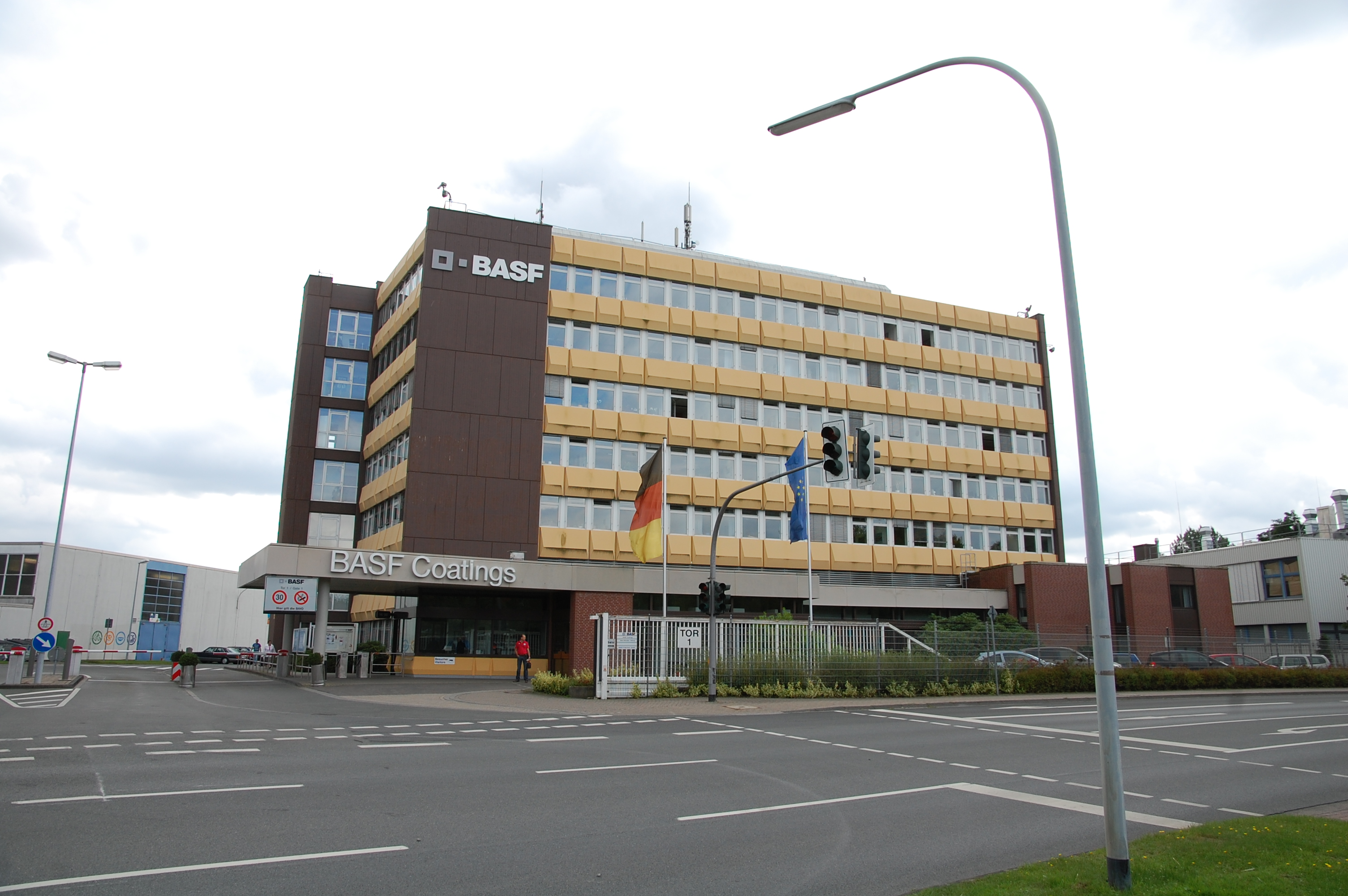
BASF Coatings Münster

BASF Coatings är ett dotterbolag till BASF som tillverkar lacker och färger. Företagets huvudkontor ligger i Münster i Tyskland. BASF Coatings är med varumärket Glasurit en stor leverantör till fordonsindustrin, med fabriken i Münster som världens största produktionsort för lacker. Företaget tillverkar även lack för lackering av flygplan, båtar och vindkraftverk.
BASF Coatings är skapat genom BASF:s uppköp av Glasurit 1965 och efterföljande fusioner med andra dotterbolag inom BASF-koncernen, som ägde rum under 1960- och 1970-talets omstrukturering av den tyska färg- och lackindustrin.